# Rattenfänger-Halle
Die Rattenfänger-Halle ist eine Mehrzweckhalle an der Weserpromenade im Zentrum der niedersächsischen Stadt Hameln. Sie ist Betreiber und Eigentümer des Baus. In der Halle finden maximal 2700 Zuschauer Platz. Damit ist sie der größte Veranstaltungsort im Landkreis Hameln-Pyrmont.
Die Rattenfänger-Halle besteht neben dem großen Innenraum aus verschieden nutzbaren Räumen, wie dem Spiegelsaal, dem Konferenzraum, dem Konditionsraum oder dem ebenfalls separat nutzbaren Foyer. Zum Areal der Rattenfänger-Halle gehört ebenfalls ein Restaurant und ein öffentliches Parkhaus mit 538 Stellplätzen. Ein Busparkplatz ist ebenfalls vorhanden.
Es finden in der Halle regelmäßig Sportveranstaltungen statt. Insbesondere war die Rattenfänger-Halle Spielstätte des VfL Hameln während der Zugehörigkeit zur 1. bzw. 2. Handball-Bundesliga.